# Michael Clark
Michael Clark (Gran Bretagna, 1942) è un astronomo neozelandese.
Michael Clark è stato un dipendente, ora in pensione, dell'Osservatorio astronomico Mount John dell'Università di Canterbury (Christchurch, Nuova Zelanda), dove ha lavorato dal 1971 al 2006.
All'Osservatorio astronomico Mount John, situato nei pressi del lago Tekapo nell'area del Aoraki/Monte Cook, Clark ha studiato tramite programmi fotometrici e spettri stellari principalmente stelle variabili, scoprendone e seguendone nel tempo centinaia. Si è occupato in particolare di binarie ad eclisse e cefeidi, ma anche di quasar, nane bianche pulsanti, stelle a flare.
Nel giugno 1973 scoprì la cometa periodica 71P/Clark; nel gennaio 1984 annunciò la scoperta di un secondo oggetto cometario, che ricevette la denominazione 1984b, ma che non fu confermato in seguito.